# Можайский, Николай Иванович
Николай Иванович Можайский (1820—1898) — офицер Российского императорского флота, участник Крымской войны, обороны Петропавловска, совершил кругосветное плавание на фрегате «Аврора», генерал-майор, член Комиссии для испытания стальных орудий, изготовленных на Обуховском Сталелитейном заводе.

## Биография
Родился 3 декабря 1820 года, происходил из унтер-офицерских детей Херсонской губернии. 13 февраля 1832 года вступил в службу юнгой в Черноморское артиллерийское училище. 15 августа 1837 года был произведён в юнкера. В 1838—1839 годах на корабле «Владимир», транспорте «Тверца», корабле «Императрица Александра» и транспорте «Америка» находился в плавании в Балтийском море.
В 1844—1845 годах на бриге «Улис» служил на Балтийском флоте. В 1846 году переименован в унтер-офицеры 1-го класса. 23 апреля 1850 года произведён в прапорщики с назначением в Корпус морской артиллерии. В 1850—1851 годах на корабле «Иезикиль» участвовал в Высочайших маневрах в Балтийском море, затем до 1853 года служил на корвете «Князь Варшавский» на Балтийском море.
В 1853—1854 годах на фрегате «Аврора» под командованием капитан-лейтенанта Ивана Николаевича Изыльметьева совершил кругосветное плавание из Кронштадта на Камчатку. 11 апреля 1854 года произведён в подпоручики.
Участие в Петропавловской обороне

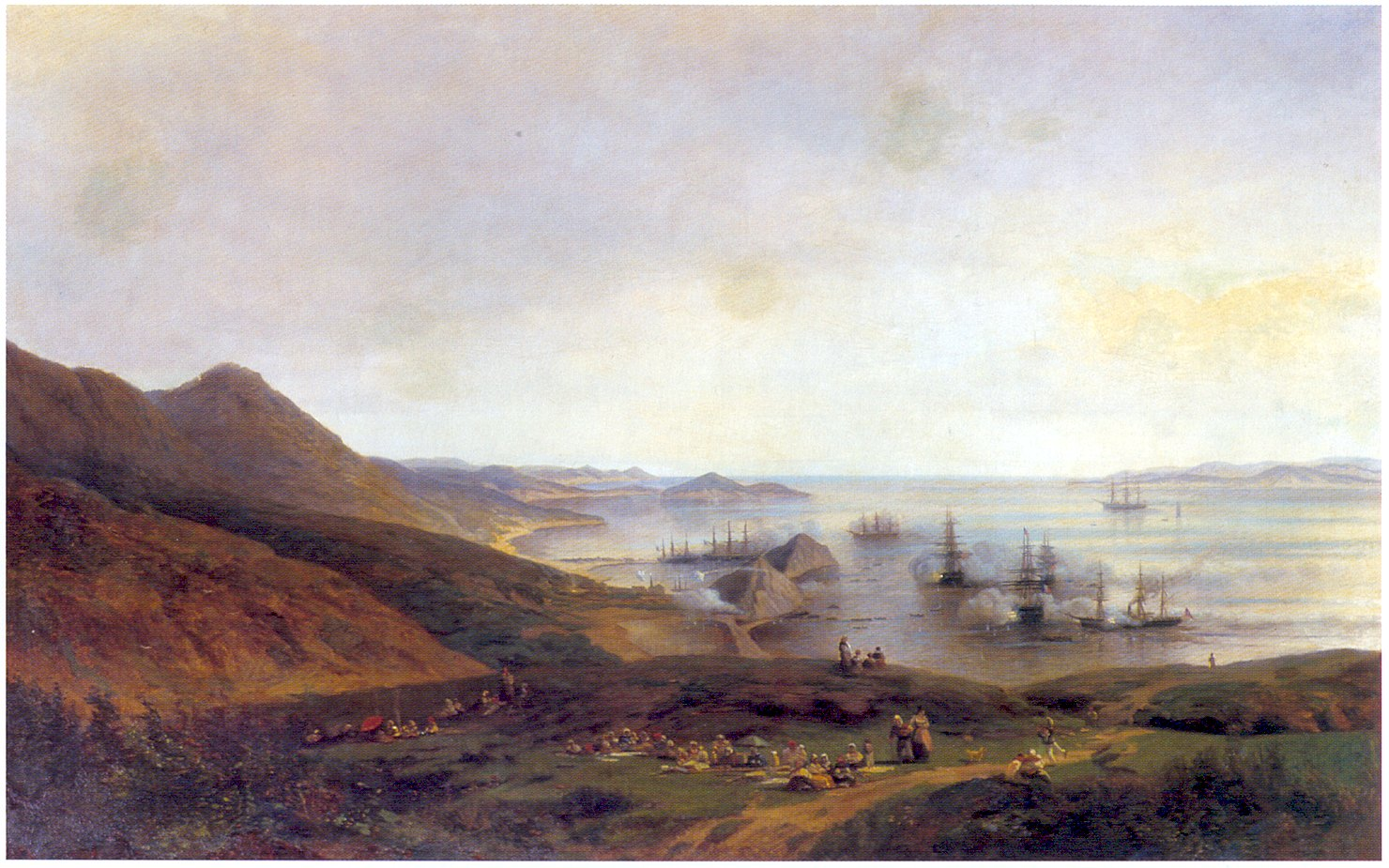
Оборона Петропавловска
(картина кисти А. П. Боголюбова)

В августе 1854 года подпоручик Можайский, как и другие члены экипажа фрегата «Аврора», принимал участие в обороне Петропавловска от англо-французской эскадры в ходе Восточной войны 1853—1856 годов.
20 августа прапорщик Можайский был послан вместе лейтенантом Е. Г. Анкудиновым, одним кондуктором и 57 рядовыми для исправления батареи № 3, пострадавшей от неприятельского обстрела. Руководитель обороны контр-адмирал В. С. Завойко в своём рапорте писал: «…В продолжение битвы фрегатов с батареей № 2 фрегат малого ранга „Евридис“ и бриг подходили два раза, имея десант в шлюпках, под выстрелы батареи № 3 и были прогоняемы ядрами; одна шлюпка с десантом потоплена; в то время на батарее распоряжались лейтенант Анкудинов и корпуса морской артиллерии прапорщик Можайский за отсутствием командира князя Максутова 2, посланного против десанта».
Батарея была исправлена и сдана готовая к бою командиру — лейтенанту князю Максутову Второму. 21 августа Можайский исправлял повреждения на батареи № 1, а ночью с 22 на 23 августа восстанавливал батарею № 4, где расклепал две пушки и установил их на два исправленных станка.
24 августа артиллерийский прапорщик Можайский с кондуктором и командою от фрегата «Аврора» и транспорта «Двина» в количестве 50 человек был направлен для восстановления батареи № 3, пострадавшей от сильного обстрела неприятеля. Команда восстановила фашинный бруствер с амбразурами. В своем рапорте командир фрегата «Аврора» писал: «…Корпуса морской артиллерии прапорщик Николай Можайский — Во все продолжении военных действий исполнял свои обязанности с мужеством и знанием отличного офицера, во время сильного неприятельского огня, исправлял повреждения на батарее № 1 и 3, и приводил в возможность к действию подбитые неприятельскими выстрелами орудия. В одну ночь исправил батарею 34, которая была совершенно избита. 24 августа сделал вновь вал к батарее № 3, в короткое время сильно повреждённую батарею, привёл в прежний вид».
В 1854 году Николай Можайский был произведён в подпоручики и награждён орденом Святого Владимира 4-й степени с бантом.
После окончания Петропавловской обороны Можайский продолжил службу на фрегате «Аврора». Весной 1855 года, после зимовки в Петропавловске, фрегат в составе флотилии контр-адмирала В. С. Завойко направился к устью Амура. 8 мая в заливе Де-Кастри российские корабли неожиданно встретили разведывательный отряд англо-французской эскадры. Произошло «огневое соприкосновение», после чего фрегат «Аврора» тайным от неприятеля фарватером вошёл в Амурский лиман. Подпоручик Можайский 30 ноября 1855 года был награжден орденом Святой Анны 3 степени, а 5 апреля 1856 года произведён в поручики. В 1856—1857 годах на том же фрегате, обогнув Азию и Африку, перешел на Балтику. 5 августа 1857 года за усердную службу Можайскому объявлено в приказе Монаршее благоволение.
В 1858 году был прикомандирован к 7 флотскому экипажу. В 1858—1860 годах проходил службу на фрегате «Громобой» в заграничном плавании и Балтийском море. 17 октября 1860 года за отличие по службе произведён в штабс-капитаны. 31 января 1863 года назначен командиром Санкт-Петербургской Артиллерийской роты. В 1866 году произведён в капитаны и назначен членом Комиссии для испытания стальных орудий, изготовленных на Обуховском Сталелитейном заводе. В 1871 году за отличие по службе произведён в полковники, а позже в генерал-майоры.
Можайский Николай Иванович умер 26 июня 1898 года. Похоронен на Митрофаниевском Православном кладбище Санкт-Петербурга.

## Семья
До 54 лет полковник морской артиллерии Можайский оставался холост, позже женился на Татьяне Ивановне Можайской. У Николая Ивановича был младший брат — Можайский Георгий Иванович (1825—1856), морской офицер, лейтенант, служил на Чёрном море и на Балтике, лейтенант.

## Награды
За время службы полковник Н. И. Можайский был награждён следующими наградами:
- орден Святого Владимира 4-й степени с бантом (24 августа 1854)
- орден Святой Анны 3 степени (30 ноября 1855 года),
- орден Святого Станислава 2 степени (5 июля 1862)
- орден Святого Станислава 2 степени с императорскою короной (31 марта 1868)
- бронзовая медаль «В память войны 1853—1856» на Георгиевской ленте (26 августа 1856).